# Tsalala
Tsalala é um bairro situado no Posto Administrativo da Machava, na cidade da Matola em Moçambique. Este é o maior bairro da cidade em termos de extensão e densidade populacional. Faz fronteira com os bairros de Sikwama, Tchumene, Mahlampswene, Liberdade e Bunhiça. 
Tsalala está dividido em nove células e conta com um posto de saúde, um posto policial, três escolas públicas, sendo duas primárias: Escola Primária Completa de Tsalala, Escola Primária Completa 8 de Março; e uma de ensino secundário do primeiro ciclo: Escola Secundária Alfredo Namitete. Tem ainda duas escolas privadas: uma escola primária completa ligada a uma igreja e uma secundária de segundo ciclo: Escola Comunitária 15 de Janeiro.